# Croix de cimetière de Couchey

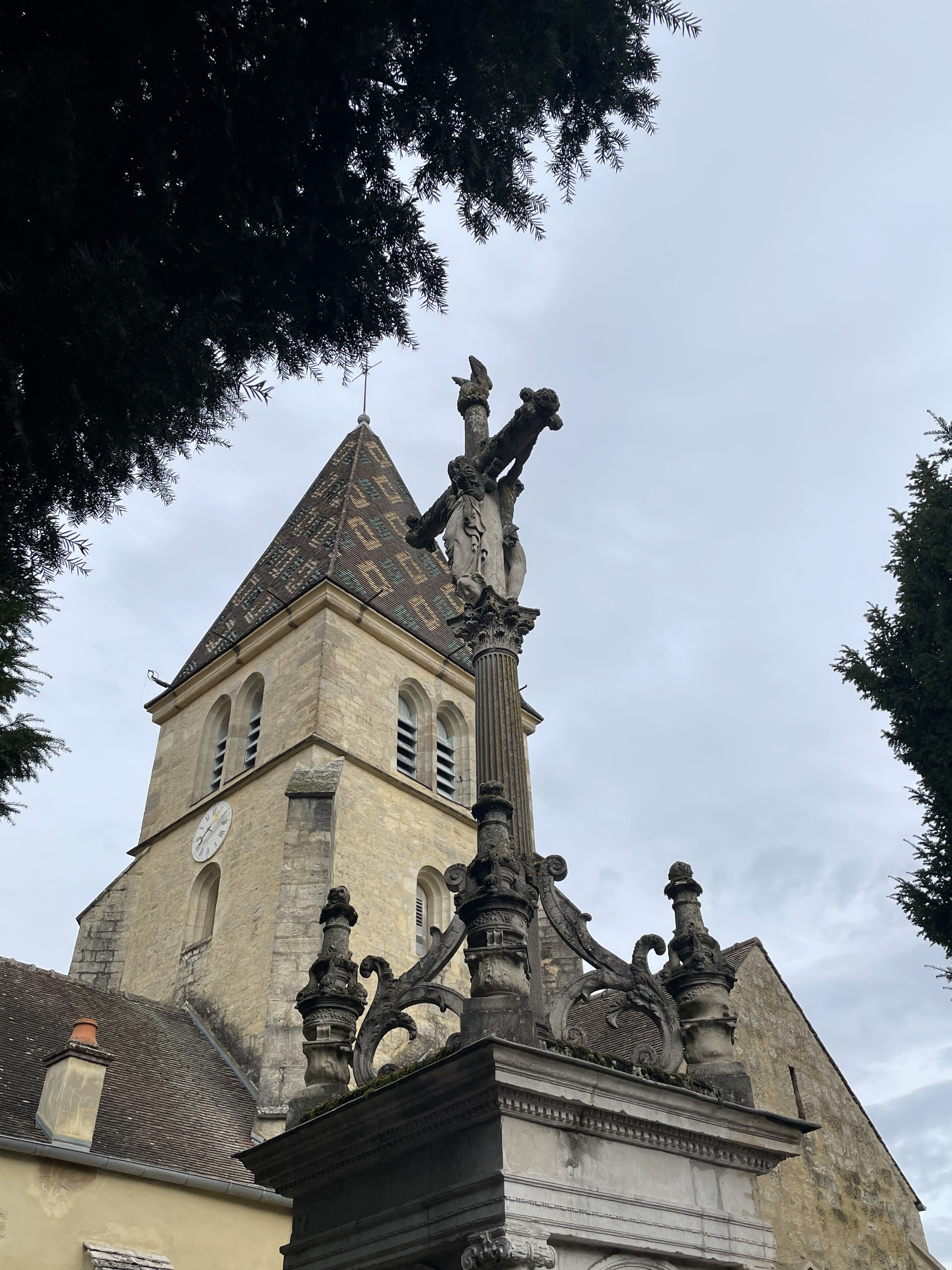
Crucifix et Église

La Croix cimetière de Couchey est une croix du XVIe siècle située sur la commune de Couchey dans le département français de la Côte-d'Or.

## Histoire
La croix, du XVIe siècle, a été classée aux monuments historiques le 28 mai 1883.